# Полукаров, Михаил Николаевич
Михаи́л Никола́евич Полука́ров (20 мая 1895, Пермь — 8 августа 1975, Пермь) — советский химик, заведующий кафедрой физической химии Пермского мединститута (1932—1936), организатор и заведующий кафедрой физической химии Пермского университета (1932—1951). Первооткрыватель (вместе с Д. В. Алексеевым) водородного охрупчивания сталей. Отец известного химика, директора Института физической химии РАН Ю. М. Полукарова.

## Биография
В 1913 году закончил восемь классов Пермской классической гимназии и поступил в Петроградский горный институт. В марте 1917 года в связи с прекращением занятий в институте вернулся в Пермь.

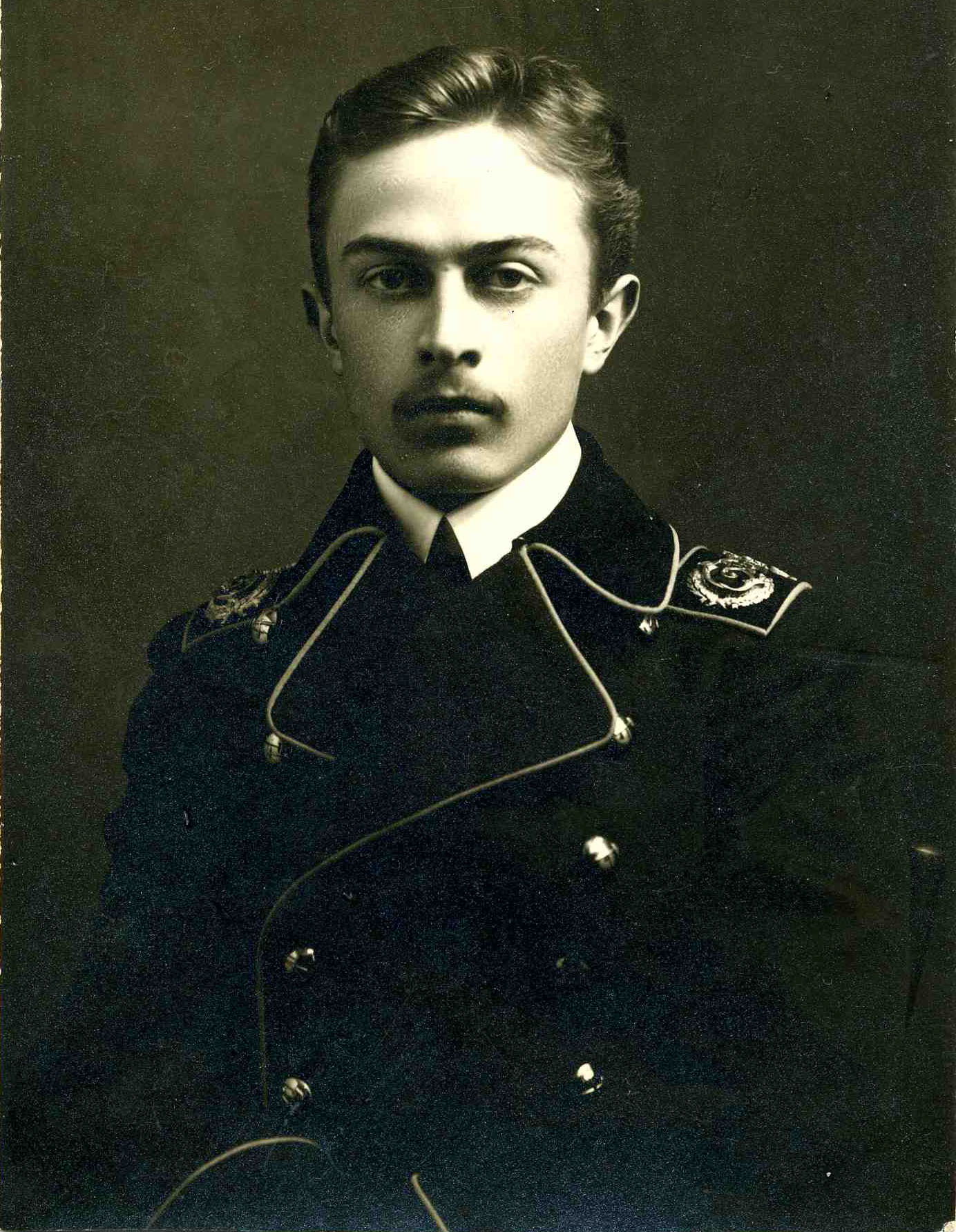
М. Н. Полукаров

В 1918 году поступил на химическое отделение физико-математического факультета Пермского университета.
1919—1920 годы — переезд в Томск, поступление в Томский технологический институт, служба в армии Колчака, затем — в 246 стрелковом полку Красной армии, окончание военно-топографических курсов в Смоленске.
1921 год — восстановление на химическом отделении физико-математического факультета Пермского университета. Одновременно с конца 1921 года он работал лаборантом-препаратором в межфакультетской лаборатории при кафедре химии (позже это — кафедра неорганической и физической химии педагогического факультета) университета..
1923 год — закончил учёбу в университете, выполнив под руководством проф. Д. Н. Алексеева выпускную работу «О диффузии атмосферного воздуха через мембраны». В том же году работа была опубликована в «Известиях Пермского биологического исследовательского института».
С 21 мая 1923 года — научный сотрудник лаборатории неорганической и физической химии педагогического факультета Пермского университета. С сентября 1924 года — преподаватель той же кафедры (в тот момент она переходит в состав химико-фармацевтического отделения медицинского факультета университета).
В 1925—1926 учебном году заведовал кафедрой неорганической и физической химии университета.
В 1931 году стал доцентом отделившегося от университета химико-технологического института, по совместительству — доцентом Пермского педагогического института.
В 1932—1936 годах заведовал кафедрой физической химии в Пермском мединституте.
13 октября 1932 года, после закрытия химико-технологического института, возвратился в Пермский университет в должности доцента кафедры неорганической и физической химии. В 1933 году эта кафедра разделилась на две; таким образом, на химическом факультете университета к тому времени стало 4 кафедры: неорганической, физической, органической и аналитической химии. Начало тридцатых годов было временем частых кадровых изменений, в результате которых ему то вменялось, то отменялось руководство кафедрой физической химии.
Весной 1935 года уезжает в Свердловск, где получает должность старшего специалиста Уральского филиала АН СССР. В этом же году начинает работать по совместительству в Пермском университете зав. кафедрой физической химии.
В апреле 1936 года, когда организационная и кадровая структура университета стали более стабильными, по приглашению ректора университета Г. К, Русакова он оставляет все совместительства, сосредоточившись на работе в ПГУ в качестве заведующего кафедрой физической химии.
В феврале 1938 года ВАК утвердил М. Н. Полукарова в учёном звании доцента и учёной степени кандидата химических наук без защиты диссертации; с этого времени должность заведующего кафедрой физической химии становится для него постоянной (хотя подтверждающие документы были получены лишь в 1946 году). М. Н. Полукаров считается одним из основателей кафедры. Утверждение М. Н. Полукарова в этой должности предопределило дальнейшее направление научных исследований кафедры: изучение кинетики электродных процессов и водородной хрупкости сталей.
В должности заведующего кафедрой М. Н. Полукаров оставался вплоть до 1951 года, передав эту должность В. Ф. Усть-Качкинцеву (в военном 1943 году несколько месяцев кафедрой заведовал акад. АН БССР С. М. Липатов).
Работа над докторской диссертацией («Влияние коллоидов, обладающих гидрофобными свойствами, на катодные процессы при электролизе водных растворов электролитов») была начата М. Н. Полукаровым ещё в конце 1930-х годов, но в связи с событиями войны она была защищена лишь в 1954 году. 7 января 1956 года решением ВАК ему присвоена учёная степень доктора химических наук, а 9 июня того же года — учёное звание профессор.
В 1968 году М. Н. Полукаров вышел на пенсию.

### Семья
- М. Н. Полукаров со своей семьёй жил в знаменитом пермском Доме Учёных, который был построен в 1954 году. В нём проживали многие ученые Пермского университета: А. И. Букирев, Л. И. Волковыский, Ф. С. Горовой, Н. А. Игнатьев, Л. Е. Кертман, В. В. Кузнецов, И. И. Лапкин, Г. А. Максимович, А. И. Оборин, В. Ф. Усть-Качкинцев, С. Я. Фрадкина, и др.[12][13]
- М. Н. Полукаров явился основателем династии учёных-химиков: его жена Тамара Павловна Полукарова (Телушкина) (1900—1970) была одним из ведущих преподавателей кафедры физической химии ПГУ, его дочь Эмилия Михайловна Полукарова (1938) — доцент той же кафедры физической химии ПГУ, автор нескольких известных за пределами университета учебных пособий; его сын Юрий Михайлович Полукаров[14] (1927—2010) был членом-корреспондентом РАН по отделению общей и технической химии, директором Института физической химии РАН.[15]

## Научные достижения
Уже в 1927 году в результате лабораторных исследований М. Н. Полукаровым было открыто влияние некоторых элементов как катализаторов на вхождение водорода в металлы и их сплавы и влияние этого водорода. Результаты исследований были отражены в его работе «О влиянии некоторых элементов на вхождение электролитического водорода в сталь и изменение вследствие этого её упругих свойств».
В начале 1930-х годов М. Н. Полукаров (совместно с Д. В. Алексеевым) продолжил изучение водородного охрупчивания сталей в процессе их катодной поляризации. В публикациях, посвященных этому вопросу, отмечалось значительное ускорение процесса наводороживания в присутствии малых количеств некоторых веществ — стимуляторов наводороживания. В связи с большой практической важностью открытого эффекта изучение механизма водородного охрупчивания металлов и влияния стимуляторов наводороживания получило широкое развитие как в нашей стране, так и за рубежом.
Во время Великой Отечественной войны М. Н. Полукаров, как и другие химики Пермского университета, оказывал помощь предприятиям Перми и страны. Например, он принимал участие в разработке электрохимического метода обработки инструментов и деталей. В это время кафедра физической химии под его руководством (в содружестве с Ленинградским научно-исследовательским институтом) провела ряд ценнейших исследований, результаты которых были очень важны для заводов Москвы и Ленинграда, производящих продукцию для фронта.
В 1940—1950-х годах М. Н. Полукаров возглавил одно из сложившихся в Пермском университете научных направлений, связанное с изучением электролитического наводораживания железа и стали.
В дальнейшей научной деятельности внимание М. Н. Полукарова было сосредоточено на выяснении причин наводороживания металлов в процессе их химической и электрохимической обработки, в частности при нанесении гальванических покрытий, на поиске путей устранения этого нежелательного явления. Особое внимание уделялось изучению влияния коллоидов на процессы наводороживания и электроосаждения металлов. По этой тематике им была защищена докторская диссертация.
Работы М. Н. Полукарова составили основу современных исследований в области наводороживания металлов в условиях протекания электрохимических и химических реакций растворения и осаждения металлов.